# Интеркосмос-3
Интерко́смос-3 (IC-3, «ДС-У2-ИК» № 1) — советский научно-исследовательский спутник серии космических аппаратов «Интеркосмос» типа «ДС-У2», запущенный для изучение радиационной обстановки в околоземном пространстве.

## История создания
В декабре 1959 года создается Межведомственный научно-технический совет по космическим исследованиям при Академии Наук СССР во главе с академиком М. В. Келдышем, на который возлагается разработка тематических планов по созданию космических аппаратов, выдача основных тематических заданий, научно-техническая координация работ по исследованию и освоению верхних слоев атмосферы и космического пространства, подготовка вопросов организации международного сотрудничества в космических исследованиях.
Членом Президиума Межведомственного научно-технического совета по космическим исследованиям утверждается М. К. Янгель. В области прикладных задач проведения подобных работ было поручено НИИ-4 Министерства обороны СССР.
В 1963 году было принято решение о создании унифицированной спутниковой платформы ДС-У, на базе которой будут строиться аппараты для выполнения научных и прикладных исследований. Было разработано три модификации платформы
- ДС-У1 — неориентированный в пространстве космический аппарат с химическими источниками энергии;
- ДС-У2 — неориентированный в пространстве космический аппарат с солнечными батареями, в качестве источника энергии;
- ДС-У3 — ориентированный на Солнце космический аппарат с солнечными батареями, в качестве источника энергии.

На базе модификаций платформы ДС-У строились исследовательские спутники различного типа и комплектаций, в том числе по программе «Интеркосмос».

## Конструкция

### Платформа
«Интеркосмос-3» был первым аппаратом, построенным на платформе ДС-У2 по программе «Интеркосмос» и получил заводское обозначение ДС-У2-ИК-1. В состав платформы входили унифицированный для всех спутников герметичный серии корпус длиной 1.4 и диаметром 0.8 метра, состоящий из центральной цилиндрической части и двух полусферических днищ, разделенный на три отсека. В центральном отсеке находилось одинаковое для всех аппаратов серии обеспечивающее оборудовние, в заднем днище — отсек систем энергопитания, переднее днище предназначлось для установки полезной нагрузки, на «Интеркосмосе-3» это была научная аппаратура для проведения научных экспериментов, созданная в СССР и ЧССР.

### Система энергоснабжения
Источником энергии для спутника служили установленные на корпусе и на четырёх раскрывающихся панелях солнечные батареи общей площадью 5м² и буферные серебряно-цинковые акуумуляторы. Среднесуточная мощность, выделяемая всем системам спутникам - 26 Ватт, на научную аппаратуру - 10 Ватт.

### Бортовой аппаратный комплекс
Бортовой аппаратный комплекс космического аппарата типа «ДС-У2-Д» предназначается для командно-информационного, энергетического, климатического и сервисного обеспечения функционирования аппаратуры целевого назначения космического аппарата.
В состав радиотехнического комплекса входит:
- «БРКЛ-Б» — аппаратура командной радиолинии связи, представляет собой узкополосный приемник-дешифратор переданных с Земли сигналов для преобразования их в команды немедленного исполнения;
- «Краб» — аппаратура радиоконтроля орбиты и телесигнализации представляет собой передатчик высокостабильного двухчастотного когерентного сигнала излучения, который используется наземной станцией для определения орбитальной скорости космического аппарата, а также для передачи информации с датчиков телеметрии;
- «Трал-П2» — аппаратура телеконтроля с запоминающим устройством «ЗУ-2С».

### Полезная нагрузка
Научный аппаратный комплекс космического аппарата «Интеркосмос-3» включал в себя:
- «АНЧ-1» — анализатор низких частот;
- «УКВ-4М» — передатчик, предназначенный для трансляции нестационарных электрических сигналов;
- «ПГ-1» — комплекс аппаратуры для изучения потоков заряженных частиц;

## Программа полёта КА «Интеркосмос-3»

### Запуск
Космический аппарат «Интеркосмос-3» был запущен 7 августа 1970 года ракета-носителем «Космос-3» с 1-й пусковой установки стартовой площадки № 86 космодрома Капустин Яр.. Спутник проработал на орбите до 6 декабря 1970 года.

### Цели запуска
изучение процессов, происходящих в ионосфере и радиационных поясах, в том числе:
- исследование состава и временных вариаций заряженных частиц (протонов с энергией 1—30 Мэв и электронов с энергией больше, чем 40 кэВ);[8][9]
- определение спектрального распределения интенсивности разных типов собственных электромагнитных излучений плазмы в диапазоне частот от 1 до 12 кГц в различных геофизических условиях;[8]
- определение структуры дискретных электромагнитных сигналов в диапазоне частот от 0,5 до 1,5 кГц;[8]
- сопоставление структуры дискретных сигналов, наблюдаемых на спутнике и на поверхности Земли.[8]

Научные эксперименты были подготовлены сотрудниками НИИЯФ МГУ, «ИЗМИРАН», Института космических исследований и Геофизическим Институтом Чехословацкой Академии Наук. ИЗМИРАН был ответственным за ОНЧ эксперимент, подготовка которого началась под руководством Я. И. Лихтера задолго до запуска спутника.
Для регистрации широкополосной информации был организован приемный пункт в Центр космической связи «Медвежьи озера».

### Результаты эксперимента
Управление полётом космического аппарата «Интеркосмос-3» проводила оперативная группа специалистов СССР и ЧССР. Приём научной информации с космического аппарата осуществлялся наземными станциями ГДР, СССР и ЧССР.
В результате работы с аппаратами «ДС-У2-ИК-1» получен большой объём ценной научной информации о радиационных поясах Земли. Ученые исследовали распределение потоков заряженных частиц в широком диапазоне высот. Данной распределение зависит от фазы 11-летнего цикла солнечной активности. 
Спутник функционировал в период продолжавшегося уменьшения солнечной активности. Накопленный научный материал отражал состояние, характерное для «умеренной» ионосферы.
Сразу после запуска 7 августа 1970 года, на втором витке космического аппарата «Интеркосмос-3» были зарегистрированы первые низкочастотные сигналы. На космодроме «Капустин Яр» эти же сигналы с помощью портативной приёмной аппаратуры были услышаны Я. И. Лихтером и коллегами из ЧССР П. Триской и Ф. Иржичком. Началась регулярная регистрация низкочастотной (ОНЧ) информации с ИСЗ, которая продолжалась до начала декабря 1970 года.
Приборы на борту космического аппарата «Интеркосмос-3» зарегистрировали значительные изменения в потоках излучений на нижней границе радиационного пояса. Эти изменения наблюдались вслед за серией хромосферных вспышек. Также в ходе эксперимента отмечено «высыпание» в плотные слои атмосферы Земли электронов высоких энергий.
Проведены исследования природных радиоволн низкой частоты. Помещенный на космическом аппарате анализатор низких частот регистрировал низкочастотные радиоизлучения, что генерировались в окрестностях Земли. Эксперимент на космическом аппарате дополнился наземной регистрацией проникших через ионосферу к Земле очень низкочастотных излучений.
В ходе эксперимента на спутнике типа «ДС-У2-ИК-1», наземной аппаратурой и аппаратурой космического аппарата «Интеркосмос-3» было зарегистрировано множество разнообразных сигналов, порождённых грозовыми разрядами. Отмечалось воздействие радиоволн с ионосферной плазмой, которое являлось источником своеобразных космических «шумов».
Был также зарегистрирован эффект самовозбуждения ионосферной плазмы, что выражалось в испускании плазмой собственных шумовых волн повышенной интенсивности.
Результаты регистрации интенсивности поля низкочастотных волн вошли в состав публикаций статистических данных о глобальном распределении поля волн в различных условиях геофизической активности и послужили составляющей частью для создания Госстандарта «Излучения в магнитосфере волновые».
На космическом аппарате «Интеркосмос-3» был зарегистрирован практически полный набор известных ОНЧ сигналов. В целом ОНЧ-эксперимент на спутнике Интеркосмос-3 был удачным. Далее были проведены ОНЧ эксперименты на спутниках Интеркосмос-5, Интеркосмос-10, Интеркосмос-13, Интеркосмос-14, Интеркосмос-18, Интеркосмос-19, Интеркосмос-24, Интеркосмос-25 и Космос-1809. Основные результаты экспериментов использованы в диссертациях и опубликованы в журналах и книгах по физике магнитосферы.